# 慕容耐
慕容 耐（ぼよう たい、拼音: Mùróng Nài、? - 285年）は、鮮卑慕容部の大人。父は慕容木延であり、兄に慕容渉帰がいる。『資治通鑑』では慕容刪と表記される。

## 生涯
太康4年（283年）、兄の慕容渉帰が没すると、その嫡男である慕容廆が後を継ぐはずであったが、慕容耐は位を簒奪して大人となった。
さらに彼は慕容廆を謀殺しようと目論んだが、事前に危機を察知した慕容廆が逃亡を図ったので、急いで追っ手を差し向けた。慕容廆は遼東に住む徐郁の下へ逃走すると、その家屋に入って席の裏側に隠れた。追っ手もまた家屋に浸入してその姿を探したが、遂に見つからずに引き返した。これにより慕容廆は難を逃れた。
太康6年（285年）、部下の裏切りにより慕容耐は殺害され、慕容廆が大人として迎えられた。

## 参考資料
- 『晋書』載記第8（慕容廆載記）
- 『資治通鑑』巻81
- 『十六国春秋』巻23